# アイ・ディ・ケイ
株式会社アイ・ディ・ケイ（英: IDK Corporation）は、神奈川県大和市に本社を置く、業務用映像機器（ProAV）を開発・製造・販売を行っている会社である。日本の業務用放送機器・映像機器・通信機器メーカー。

## 事業内容
- ビデオ映像信号に関する業務用周辺機器（分配、切換、延長、変換）の開発・製造・販売
- 監視映像システム・セキュリティー関連映像周辺機器の開発・製造・販売
- 米国・欧州などの映像先進国から最先端製品の輸入・検証・販売
- 自社製品の海外市場への販売
- SDVoEアライアンスステアリングメンバー（https://sdvoe.org/ja/）

## 沿革
- 1989年 - 神奈川県相模原市上鶴間にて会社設立。RGBビデオ分配器、ビデオケーブルの販売開始。
- 1994年 - 千葉技術センター設立。
- 2000年 - 関西営業所開設。
- 2001年 - 九州営業所開設。
- 2003年 - マルチスイッチャー、MMS、MSCシリーズの販売開始。
- 2004年 - 本社を大和市中央に移転。ISO14001認証取得。
- 2007年 - 最新型ハイビジョン(HDMI)関連機器の販売開始。
- 2009年 - デジタルビデオ信号延長器・分配器・切換器の販売開始。
- 2011年 - デジタル（DVI・HDMI・DisplayPort・3G-SDI）光ファイバー延長ケーブル、延長モジュール、コンバーターの販売開始。
- 2012年 - IPビデオサーバー、MewGazer（ミューゲイザー）の販売開始。
- 2013年 - 光映像延長器OPFシリーズの販売開始。
- 2015年 - IDK America（米国・コネチカット州ブルックフィールド）設立。
- 2016年 - IDK Euro（ドイツ・デュッセルドルフ ラーティンゲン）設立。製造物流センターをかしわ台に移転。4Kに対応したデジタルマルチスイッチャー[2]の販売開始。4K@60対応 AV over IP機器 IP-NINJAR[3]シリーズを販売開始。
- 2018年 駐在員事務所、IDK Vietnam Office HCM City（ベトナム・ホーチミン）設立。創立30周年を迎える。
- 2020年 SDVoE Steering Memberに就任。駐在員事務所、IDK Vietnam Office Hanoi（ベトナム・ハノイ）設立。
- 2022年 海外専用ブランドロゴ IDKAV を新設。[4]